# فوئنته آلامو د مورسیا
فوئنته آلامو د مورسیا (به اسپانیایی: Fuente Álamo de Murcia) یکی از شهرداری‌های کومارکای شرقی و در بخش خودمختار مورسیا در کشور اسپانیا قرار دارد. تا سال ۲۰۰۹ مساحت این شهرداری ۲۷۳ کیلومتر مربع و جمعیت آن ۱۴٬۸۷۶ تَن می‌باشد.